# Francisco Aznar
Francisco Aznar y García (ur. 1834 w Saragossie, zm. 1911 w Madrycie) – hiszpański malarz, ilustrator i rytownik. Zajmował się malarstwem historycznym, dekoracyjnym i portretem.
Kształcił się w Akademii Sztuk Pięknych św. Łukasza w Saragossie, a następnie w szkole zależnej od madryckiej Akademii Sztuk Pięknych św. Ferdynanda, której później został członkiem. Uczył się pod kierunkiem malarzy José i Federica Madrazo oraz Carlosa Luisa de Ribery. W 1854 przeniósł się do Rzymu, gdzie studiował. Tu poznał niemieckiego malarza i grafika Johanna Friedricha Overbecka.
Brał udział w hiszpańskiej Krajowej Wystawie Sztuk Pięknych, zdobywając wyróżnienie cum laude w kategorii malarskiej w latach 1860 i 1867 oraz medal III klasy w kategorii grawerstwa w 1881. 
Współpracował przy ilustrowanym zbiorze najważniejszych dzieł Akademii Sztuk Pięknych św. Ferdynanda (Cuadros selectos de la Real Academia de Bellas Artes de San Fernando) wydanym w 1885, wykonując m.in. rysunek na podstawie Portretu Juana de Villanueva Goi.